# Rødblad-familien
Rødblad-familien (Entolomataceae) er en familie i Ridderhat-ordenen. 
| Slægter |

- Rødblad (Entoloma)

| Svampe | Spire Denne artikel om svampe er en spire som bør udbygges. Du er velkommen til at hjælpe Wikipedia ved at udvide den. |